# 1996-os Formula–1 spanyol nagydíj
A spanyol nagydíj volt az 1996-os Formula–1 világbajnokság hetedik futama, melyet június 2-án rendeztek Barcelonában.
Ez a verseny volt Michael Schumacher első győzelme a Ferrari színeiben. A futamot hatalmas esőben rendezték meg, amelynek során Schumacher higgadtan és megfontoltan vezetett, s többek között ennek a futamnak köszönhetően kapta meg később az "Esőmenő" becenevet.
A futamot 2020. május 10-én teljes egészében megismételte az M4 Sport.

## Futam
A versenyre a két Forti, Luca Badoer és Andrea Montermini nem kvalifikálták magukat, mert nem futották meg az időmérő edzésen a 107%-on belüli kört. Mika Salót utóbb diszkvalifikálták, mert autót cserélt akkor, amikor azt a szabályok értelmében már nem tehette meg.
A pole pozícióból Damon Hill indulhatott, aki rögtön az első körben visszaesett a nyolcadik helyre, ugyanis kétszer is megpördült. A 12. körben a boxutcában is kicsúszott, és ez a verseny végét jelentette számára. Schumacher rossz rajtott vett, de egyre magabiztosabban jött felfelé, és a 13. körben már átvette Jacques Villeneuve-től a vezetést. Innentől kezdve dominált a futamon, körönként átlagosan 3 másodpercet vert mindenkire. Rubens Barrichello, aki egészen jó versenyt futott, és a második helyig is feljött, a differenciálmű meghibásodása miatt kiesett. Előtte egy körrel Gerhard Berger szállt ki a versenyből, miután kicsúszott, amikor Pedro Dinizt akarta lekörözni.
Heinz-Harald Frentzen a negyedik helyen futott be, miután problémamentesen vezetett végig, Mika Häkkinen ötödik lett, még úgy is, hogy a verseny vége felé ő is megcsúszott. Jos Verstappen tizenkét körrel a verseny vége előtt pontszerző helyről vágódott a gumifalba, így Pedro Diniz lett a hatodik, aki élete első pontját szerezte (köszönhetően annak is, hogy rengeteg kieső volt a futamon, és csak hatan fejezték be a versenyt).
| Helyezés | #  | Versenyző             | Csapat/Motor       | Futott körök | Idő/Kiesés oka  | Rajthely | Pontszám |
| -------- | -- | --------------------- | ------------------ | ------------ | --------------- | -------- | -------- |
| 1        | 1  | Michael Schumacher    | Ferrari            | 65           | 1:59:49,307     | 3        | 10       |
| 2        | 3  | Jean Alesi            | Benetton-Renault   | 65           | +45,302         | 4        | 6        |
| 3        | 6  | Jacques Villeneuve    | Williams-Renault   | 65           | +48,388         | 2        | 4        |
| 4        | 15 | Heinz-Harald Frentzen | Sauber-Ford        | 64           | +1 kör          | 11       | 3        |
| 5        | 7  | Mika Häkkinen         | McLaren-Mercedes   | 64           | +1 kör          | 10       | 2        |
| 6        | 10 | Pedro Diniz           | Ligier-Mugen-Honda | 63           | +2 kör          | 17       | 1        |
| Kiesett  | 17 | Jos Verstappen        | Footwork-Hart      | 47           | Kicsúszás       | 13       |          |
| Kiesett  | 11 | Rubens Barrichello    | Jordan-Peugeot     | 45           | Differenciálmű  | 7        |          |
| Kiesett  | 4  | Gerhard Berger        | Benetton-Renault   | 44           | Kicsúszás       | 5        |          |
| Kiesett  | 14 | Johnny Herbert        | Sauber-Ford        | 20           | Kicsúszás       | 9        |          |
| Kiesett  | 12 | Martin Brundle        | Jordan-Peugeot     | 17           | Differenciálmű  | 15       |          |
| Kizárva  | 19 | Mika Salo             | Tyrrell-Yamaha     | 16           | Kizárva         | 12       |          |
| Kiesett  | 5  | Damon Hill            | Williams-Renault   | 16           | Kicsúszás       | 1        |          |
| Kiesett  | 18 | Katajama Ukjó         | Tyrrell-Yamaha     | 8            | Elektronika     | 16       |          |
| Kiesett  | 2  | Eddie Irvine          | Ferrari            | 1            | Kicsúszás       | 6        |          |
| Kiesett  | 9  | Olivier Panis         | Ligier-Mugen-Honda | 1            | Ütközés         | 8        |          |
| Kiesett  | 21 | Giancarlo Fisichella  | Minardi-Ford       | 1            | Ütközés         | 19       |          |
| Kiesett  | 8  | David Coulthard       | McLaren-Mercedes   | 0            | Ütközés         | 14       |          |
| Kiesett  | 16 | Ricardo Rosset        | Footwork-Hart      | 0            | Ütközés         | 20       |          |
| Kiesett  | 20 | Pedro Lamy            | Minardi-Ford       | 0            | Ütközés         | 18       |          |
| NK       | 22 | Luca Badoer           | Forti-Ford         |              | 107%-os szabály | 21       |          |
| NK       | 23 | Andrea Montermini     | Forti-Ford         |              | 107%-os szabály | 22       |          |

## A világbajnokság élmezőnyének állása a verseny után
| H  | Versenyzők         | Pont | H  | Konstruktőrök      | Pont |
| -- | ------------------ | ---- | -- | ------------------ | ---- |
| 1. | Damon Hill         | 43   | 1. | Williams-Renault   | 69   |
| 2. | Jacques Villeneuve | 26   | 2. | Ferrari            | 35   |
| 3. | Michael Schumacher | 26   | 3. | Benetton-Renault   | 24   |
| 4. | Jean Alesi         | 17   | 4. | McLaren-Mercedes   | 18   |
| 5. | Olivier Panis      | 11   | 5. | Ligier-Mugen-Honda | 12   |

## Statisztikák
Vezető helyen:
- Jacques Villeneuve: 11 (1-11)
- Michael Schumacher: 54 (12-65)

Michael Schumacher 20. győzelme, 24. leggyorsabb köre, Damon Hill  15. pole-pozíciója.
- Ferrari 106. győzelme.

## Fordítás
- Ez a szócikk részben vagy egészben  a(z)   1996 Spanish Grand Prix című angol Wikipédia-szócikk ezen változatának fordításán alapul.  Az eredeti cikk szerkesztőit annak laptörténete sorolja fel. Ez a jelzés csupán a megfogalmazás eredetét és a szerzői jogokat jelzi, nem szolgál a cikkben szereplő információk forrásmegjelöléseként.